# 哈利波特：死神的聖物 (遊戲)
《哈利波特－死神的聖物》是一個正在發售中的遊戲，並將會分為兩部分發售。此遊戲是基於J·K·羅琳寫的廣受歡迎的哈利波特系列和電影改編的電子遊戲，由EA Bright Light Studio所研發，並由美商藝電發行。適用的平台有：Microsoft Windows、任天堂DS、PlayStation 3、Xbox 360、Wii和手提電話。上集將於2010年11月16日在美國、於2010年11月19日在澳洲及歐洲發行，以配合電影版於2010年11月19日在美國上映。下集則會將於2011年7月在美國、澳洲及歐洲發行，以配合下集電影版於2011年7月15日在美國上映。
遊戲的主題是探索霍格華茲，以及整個魔法世界並延續書和電影裏面的情節。

## 遊戲簡介
《哈利波特－死神的聖物》將有別於前集遊戲，遊戲開發商決定了需要一個新的方向，以滿足其日益增長的成年觀眾。《哈利波特－死神的聖物》將包括一個進度系統，玩家可透過哈利獲得的經驗，來升級他的法術。此外，施法中加入了「爆頭」功能，玩家可以控制哈利把咒語瞄準在敵人的頭部。
再一次，玩家可以製作魔藥，是次的魔藥可以用來補血和隱形等。

## 情節
在2010年6月1日，美商藝電發佈了新聞稿來介紹《哈利波特－死神的聖物》的情節：
《哈利波特－死神的聖物》的遊戲方式是從頭到尾都以行動和戰鬥。玩家將在逃跑，為生存而戰，生存在絕望和危險的追求，從而找到並摧毀佛地魔的分靈體，與食死人以及死拿錢展開激烈的交戰。為增強動作性，玩家除了面對第七集電影的對手外，玩家還會遇到過往出現過的兇猛生物。他們將需要使用最強大的咒語來攻擊無情的對手。遊戲中不會再有任何的課堂和訓練，這一次的危險是真實的。這次，玩家將為他們的生命而戰。

## 外部連結
- 遊戲官方網站
- EA Bright Light 的官方Youtube頻道（页面存档备份，存于）
- 遊戲官方Facebook專頁